# Kanton Ligny-en-Barrois
Kanton Ligny-en-Barrois (fr. Canton de Ligny-en-Barrois) je francouzský kanton v departementu Meuse v regionu Grand Est. Tvoří ho 41 obcí. Před reformou kantonů 2014 ho tvořilo 20 obcí.

## Obce kantonu
| - Abainville - Amanty - Badonvilliers-Gérauvilliers - Baudignécourt - Biencourt-sur-Orge - Bonnet - Le Bouchon-sur-Saulx - Brauvilliers - Bure - Chanteraine - Chassey-Beaupré - Couvertpuis - Dainville-Bertheléville - Dammarie-sur-Saulx - Delouze-Rosières - Demange-aux-Eaux - Fouchères-aux-Bois - Givrauval - Gondrecourt-le-Château - Hévilliers - Horville-en-Ornois | - Houdelaincourt - Ligny-en-Barrois - Longeaux - Mandres-en-Barrois - Mauvages - Menaucourt - Ménil-sur-Saulx - Montiers-sur-Saulx - Morley - Naix-aux-Forges - Nantois - Ribeaucourt - Les Roises - Saint-Amand-sur-Ornain - Saint-Joire - Tréveray - Vaudeville-le-Haut - Villers-le-Sec - Vouthon-Bas - Vouthon-Haut |

před rokem 2015:
- Chanteraine
- Givrauval
- Guerpont
- Ligny-en-Barrois
- Loisey-Culey
- Longeaux
- Maulan
- Menaucourt
- Naix-aux-Forges
- Nançois-sur-Ornain
- Nant-le-Grand
- Nantois
- Nant-le-Petit
- Saint-Amand-sur-Ornain
- Salmagne
- Silmont
- Tannois
- Tronville-en-Barrois
- Velaines
- Willeroncourt